# Salut
För andra betydelser, se Salut (olika betydelser).

Salutkanon av svartmålat gjutjärn, från 1650-1700 - Skoklosters slott

Salut (av latinets salus: hälsa, välfärd) är en hälsning, särskilt militär sådan.  Förutom att man kan salutera med sabel i stor eller liten salut, kan man avge salut med kanoner. Man kan även avge honnörssalva av saluttrupp med gevär eller liknande.
En nationell salutomgång om 21 skott är enligt internationell praxis en officiell hedersbetygelse som ges för nationen vid till exempel nationaldagen.
Seden att avge salut på vissa salutdagar, vid vissa statsceremonier och i internationellt umgänge började på 1600-talet, då fartygen sköt ut sina kanoner för att visa att man hade fredliga avsikter när man närmade sig en hamn. Detta blev sedermera en hedersbevisning, en salut. Bestämmelserna blev med tiden strängt reglerade efter rangen. Saluten avgavs också såsom lösen, att tala om vem man var. Även till lands kunde man i fält och från till exempel fästningar skjuta lösen.